# Casalabriva
Casalabriva ist eine französische Gemeinde mit 229 Einwohnern (Stand: 1. Januar 2022) auf der Mittelmeerinsel Korsika. Sie gehört zum Département Corse-du-Sud, zum Arrondissement Sartène und zum Kanton Taravo-Ornano. Die Bewohner nennen sich Casalabrivais und Casalabrivaises.

## Geografie und Infrastruktur
Casalabriva liegt auf ungefähr 600 Metern über dem Meeresspiegel und wird von der Route nationale 196 tangiert. Nachbargemeinden sind Pila-Canale im Nordwesten, Guargualé im Norden, Petreto-Bicchisano im Nordosten, Olmeto im Südosten und Sollacaro im Südwesten.

## Bevölkerungsentwicklung
| Jahr      | 1962 | 1968 | 1975 | 1982 | 1990 | 1999 | 2008 | 2012 | 2020 |
| --------- | ---- | ---- | ---- | ---- | ---- | ---- | ---- | ---- | ---- |
| Einwohner | 174  | 162  | 139  | 136  | 150  | 181  | 180  | 185  | 219  |

## Sehenswürdigkeiten

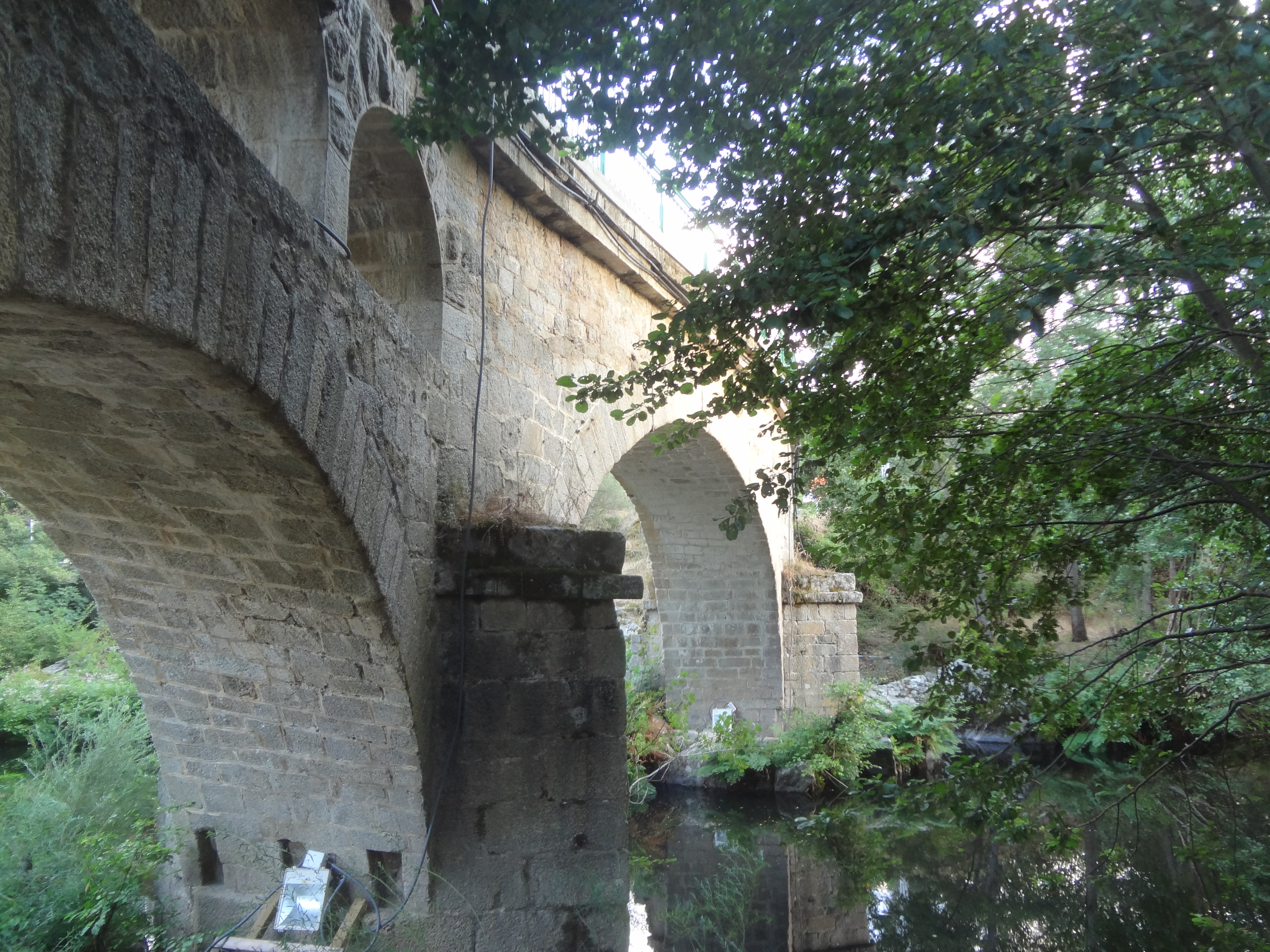
Brücke Pont de Calzola über dem Taravo

- Kirche Saint-Michel, erbaut 1873–83
- Pont de Calzola, eine Brücke über dem Taravo. Der Fluss bildet dort die Grenze zu Pila-Canale.

## Wirtschaft
In Casalabriva befinden sich zugelassene Rebflächen des Weinbaugebietes Ajaccio.